# São Salvador (Viseu)
São Salvador ist ein Ort und eine ehemalige Gemeinde (Freguesia) im portugiesischen Kreis Viseu. Die Gemeinde hatte 3799 Einwohner (Stand 30. Juni 2011).
Am 29. September 2013 wurden die Gemeinden São Salvador und Repeses zur neuen Gemeinde União das Freguesias de Repeses e São Salvador zusammengeschlossen.